# Plokkfiskur
Le plokkfiskur est une spécialité culinaire islandaise.

## Présentation
Le plokkfiskur est un ragoût traditionnel islandais qui servait autrefois à accommoder les restes de poissons (morue, èglefin (ou aiglefin) et flétan notamment). On les faisait bouillir avant d'y ajouter des pommes de terre et des oignons et de mélanger le tout dans une sauce Béchamel.
Aujourd'hui, il est préparé dans les restaurants à partir de poisson frais.
Le plokkfiskur est servi avec du pain brun, le rúgbrauð.